# Bell 427
Bell 427 — багатофункціональний легкий вантажопасажирський вертоліт з двома двигунами розроблений і випущений Bell Helicopter і Samsung Aerospace Industries. Розроблений на основі Bell 407. Замінений у виробництві подовженим Bell 429.

## Проектування
Bell зробив кілька перероблених версій з двома двигунами успішної серії Bell 206, в тому числі мертвонароджені Bell 400 і 440  середини 1980-х і лімітована серія Bell 206LT TwinRanger на початку 1990-х. Оригінальною концепцією Bell для заміни 206LT TwinRanger був Bell 407T, відносно проста розробка  Bell 407 з двома двигунами Allison 250-C22B. Проте, Bell прийшли до висновку, що співвідношення навантаження-дальність вертольота 407T є не достатнім.
Компанія розпочала розробку нового легкого вертольота з двома двигунами у співпраці з південнокорейською компанією Samsung Aerospace Industries. У лютому 1996 Bell представили Model 427 на Heli Expo у Далласі. Bell 427 став першим вертольотом компанії який було повністю сконструйовано на комп'ютері.  Перший політ Bell 427 зробив 11 грудня 1997. Вертоліт отримав канадську сертифікацію 19 листопада 1999, у січні 2000 було отримано сертифікацію США і сертифікацію США FAA на пілотування двома пілотами у травні 2000.  Bell побудував систему польотної динаміки моделі 427 у форті-Ворт, Техас, у той час як остаточне складання проводилося на заводі Bell у Мірабелі, Квебек. Фюзеляж і хвостова балка моделі 427 були побудовані компанією Samsung (пізніше частина KAI) на заводі у Сачхоні у Південній Кореї. Перша поставка користувачу відбулася у січні 2000.
У 2004 Bell запропонував перероблену версію 427, модель Bell 427i, який був розроблений у співпраці з південнокорейською Korea Aerospace Industries та японською Mitsui Bussan Aerospace. За умовами договору KAI розробляли і випускали фюзеляж, електропроводку кабіни і паливну систему. Mitsui Bussan став фінансовим спонсором.  Модель 427i мала нову скляну кабіну і навігаційну систему, що дало змогу одному пілоту керувати вертольотом згідно правил польотів за приладами. Конструкція має подовжений на 0,36 м, більш потужну версію двигуна та трансмісії і збільшену злітну вагу.  Проте, програму було скасовано і увагу було сфокусовано на покращення Bell 429.  У лютому 2005 існуючі 80 замовлень на 427i були перероблені на 429. 24 січня 2008 Bell оголосила про свої плани офіційно закриття лінійки 427 після виконання всіх замовлень у 2010.

## Конструкція

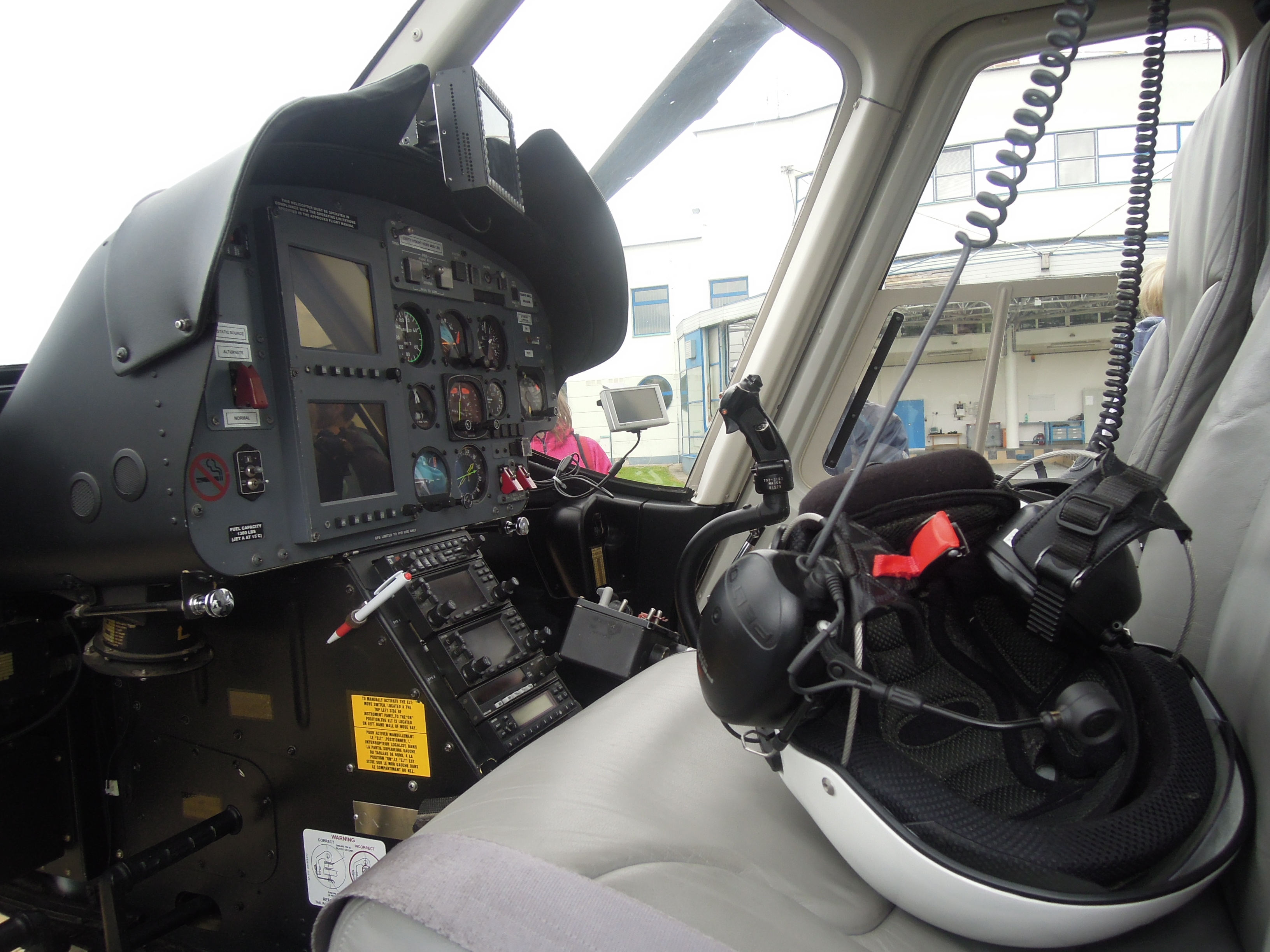
Кабіна Bell 427

Bell 427 має два турбовальних двигуна Pratt & Whitney Canada PW207D з ЕСУД. Як і Bell 407 модель 427 має 4-лопатевий несний гвинт з жорсткою, композитною втулкою гвинта і 2-лопатевий хвостовий гвинт.
Кабіна Bell 427 на 33 см довша ніж у моделі 407 і загалом складається з композитних конструкцій. Кабіна немає балки на даху яка є у моделях 206/206L/407 і має опціонально ковзні головні двері кабіни.
Модель 427 має 8 місць в тому числі і для пілота у розташуванні 2+3+3. Як варіант може бути чотири місця або два місця для ношів і двох медичних робітників.

## Льотно-технічні характеристики (Bell 427)
Джерело: Bell Helicopter, International Directory of Civil Aircraft, Aerospace-Technology
Основні характеристики
- Екіпаж: 2 пілоти
- Пасажиромісткість: 7 пасажирів
- Довжина: 11,42 м
- Висота: 3,20 м[10]
- Діаметр несучого гвинта: 11,28 м

- Площа обертання несучого гвинта: 99,9 м²
- Маса порожнього: 1760 кг
- Максимальна злітна маса: 2970 кг
- Корисне навантаження: 1340 кг; на зовнішній підвісці
- Силова установка: 2 × турбовальний Pratt & Whitney Canada PW207D  710 кс ( 529 кВт)

Льотні характеристики
- Крейсерська швидкість: 256 км/год
- Практична дальність: 730 км
- Швидкопідйомність: 10,16 м/с

## Оператори
- Аргентина
  - Entre Rios Police[12][13]
- Чехія
  - Czech HEMS — Alfa Helicopter[14]

### Україна
Вертоліт Bell 427 разом з іншим майном був вилучений в українського політика, підприємця, звинуваченого в колабораціонізмі Віктора Медведчука після його арешту в квітні 2022 року. В травні 2023 року стало відомо, що вертоліт був переданий Збройним Силам України, де отримав відповідні розпізнавальні знаки. З відкритих (але не офіційних) джерел відомо, що ним користувалось Головне управління розвідки Міністерства оборони України.